# Didier Six
Didier Six (Lille, 1954. augusztus 21. –) Európa-bajnok francia labdarúgó, csatár, majd edző.

## Pályafutása

### Klubcsapatban
1972-ben mutatkozott be a Valenciennes első csapatában, ahol öt idényen át játszott. 1977–78-ban egy szezonra a Lens, 1978 és 1980 között kettőre a Marseille labdarúgója volt. 1980-ban a belga Cercle Brugge csapatához szerződött, de még idény közben hazatért az RC Strasbourghoz. 1981 és 1983 között a nyugatnémet VfB Stuttgart csatára volt. 1983 és 1987 között egy-egy idényt töltött a Mulhouse, az angol Aston Villa, a Metz csapatainál, illetve korábbi klubjainál az RC Strasbourg és a Valenciennes együtteseinél fél szezonon át szerepelt. 1987–88-ban a török Galatasaray játékosa volt és a csapattal török bajnok és török szuperkupa győztes lett. 1988–89-ben a Stade Vallauris, 1989–90-ben az ASPV Strasbourg, 1990 és 1992 között a német VfB Leipzig labdarúgója volt. 1992-ben fejezte be az aktív labdarúgást.

### A válogatottban
1976 és 1984 között 52 alkalommal szerepelt a francia válogatottban és 13 gólt szerzett. Először 1978-ban Argentínában szerepelt világbajnokságon. Négy évvel később a spanyolországi világbajnokságon a negyedik helyezett csapat tagja volt. 1984-ben a hazai rendezésű Európa-bajnokságon aranyérmes lett a válogatottal.

### Edzőként
1986-ban még játékosként irányította egy rövid, átmeneti ideig csapata, az RC Strasbourg szakmai munkáját. 2011 és 2014 között a togói válogatott, 2015-ben a mauritiusi válogatott szövetségi kapitánya volt.

## Sikerei, díjai
Franciaország
- Európa-bajnokság
  - aranyérmes: 1984, Franciaország
- Világbajnokság
  - 4.: 1982, Spanyolország

 Valenciennes
- Francia bajnokság (másodosztály, Ligue 2)
  - bajnok: 1971–72

 Galatasaray
- Török bajnokság
  - bajnok: 1987–88
- Török szuperkupa
  - győztes: 1988